# Christophorus Laurentii
Christophorus Laurentii, född i Söderköping, död 1610 i Skällviks församling, var en svensk präst.

## Biografi
Laurentii föddes i Söderköping. Han var bror till kyrkoherden Laurentius Laurinus i Häradshammars församling. Laurentii prästvigdes 1590. Han blev 1590 rektor vid Vadstena trivialskola och kyrkoherde i Orlunda församling. År 1596 blev han rektor vid Söderköpings trivialskola och 1606 kyrkoherde i Skällviks församling. Han avled 1610 i Skällviks församling.
Laurentii underskrev Uppsala mötes beslut 1593.

### Familj
Laurentii var gift och efter hans död gifte änkan om sig med kyrkoherden Matthias Olavi i S:t Laurentii församling, Söderköping.